# Чарково (Болгария)
Чарково (болг. Чарково) — село в Болгарии. Находится в Габровской области, входит в общину Габрово. Население составляет 185 человек.

## Политическая ситуация
В кметстве села Чарково должность кмета (старосты) исполняет Диана (Дияна) Христова Колева (инициативный комитет) по результатам выборов.
Кмет (мэр) общины Габрово — Томислав Пейков Дончев (Граждане за европейское развитие Болгарии (ГЕРБ)) по результатам выборов в правление общины.